# Râul Mijlociul
Râul Mijlociul este un curs de apă, afluent al râului Geamărtălui. 